# Uioara de Jos, Alba
Uioara de Jos (în trecut Ciunga, în maghiară Csongva) este o localitate componentă a orașului Ocna Mureș din județul Alba, Transilvania, România.

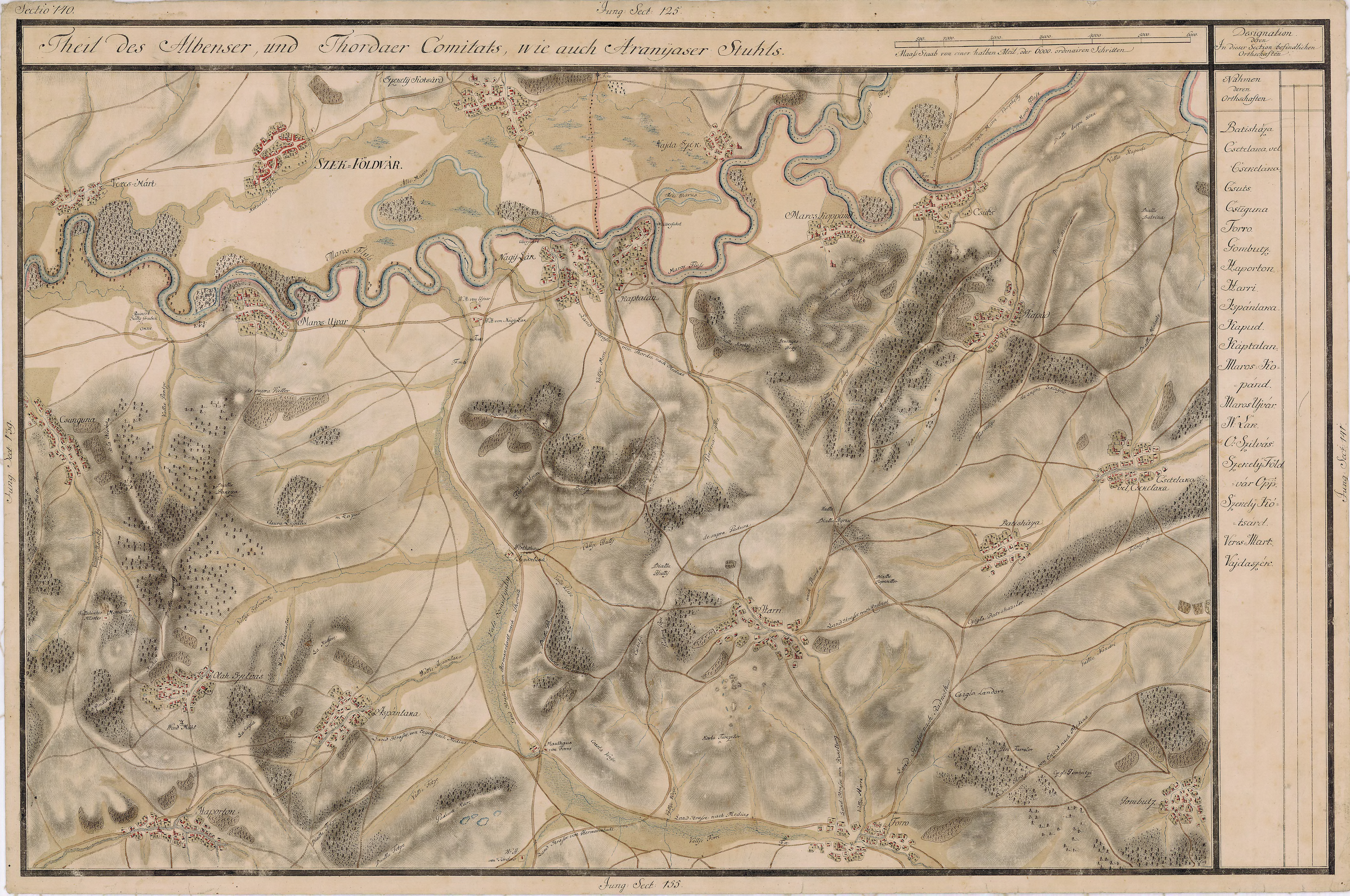
Uioara de Jos pe Harta Iosefină a Transilvaniei, 1769-1773 (Sectio 140)

## Date geografice
Altitudine medie: 395 m.

## Istoric
Așezare neolitică și daco-romană.
Pe Harta Iosefină a Transilvaniei din 1769-1773 (Sectio 140) localitatea apare sub numele de „Csungva”. La cca 1 km sud de localitate exista în acel timp o mică mănăstire românească, notată pe hartă ca „Wallachisches Kloster Monaster”.
În anul 1963 la Uioara de Jos, în punctul numit "La Pârloage", s-au descoperit 42 de morminte de incinerație, datând din secolele VIII-IX.
Satul este atestat în documentele din secolul al XIII-lea sub denumirea de Terra Ciungua.
Siturile arheologice de la Uioara de Jos din punctul “Grui” sunt înscrise pe lista monumentelor istorice din județul Alba, elaborată de Ministerul Culturii și Patrimoniului Național din România în anul 2010.

## Lăcașuri de cult
- Vechea mănăstire. E amintită în conscripția episcopului Atanasie Rednic din 1765. In 1774 avea doi călugări. Averea: loc arător de 6 găleți[3] și 2 mierțe[4], fânaț de 10 care de fân, o vie și o pădure. Interiorul mănăstirii avea 170 orgii (stânjeni vienezi) lungime și 96 orgii lățime. Călugării erau greco-catolici. În 1775 Filoteu Laszlo dă egumenului[5] Teodosie de aici o scrisoare de recomandare pentru cerșit. Teodosie era egumen și la 1783, cum se deduce dintr'o scrisoare a lui Ignatie Darabant din 12 februarie 1783 trimisă preotului Samoilă Laday din Băgau[6].
- Biserica „Adormirea Maicii Domnului“.
- Biserica „Sf. Nicolae“.

## Obiective turistice
- Două așezări neolitice (locuire civilă). Datare: Neolitic.
- Situl arheologic din punctul “Grui” (1,5 km sud de marginea satului, la izvorul Văii Ciunga). Așezare preistorică și din epoca migrațiilor (locuire civilă). Datare: Epoca Bronzului, Epoca migrațiilor, Hallstatt, Eneolitic[7].

## Galerie de imagini

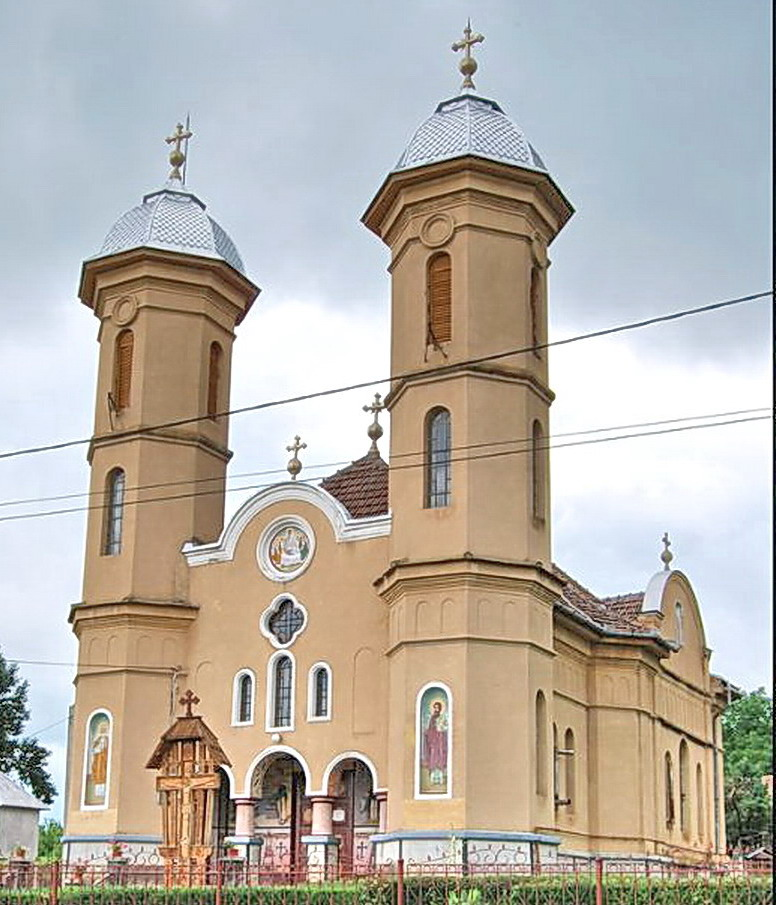
Biserică
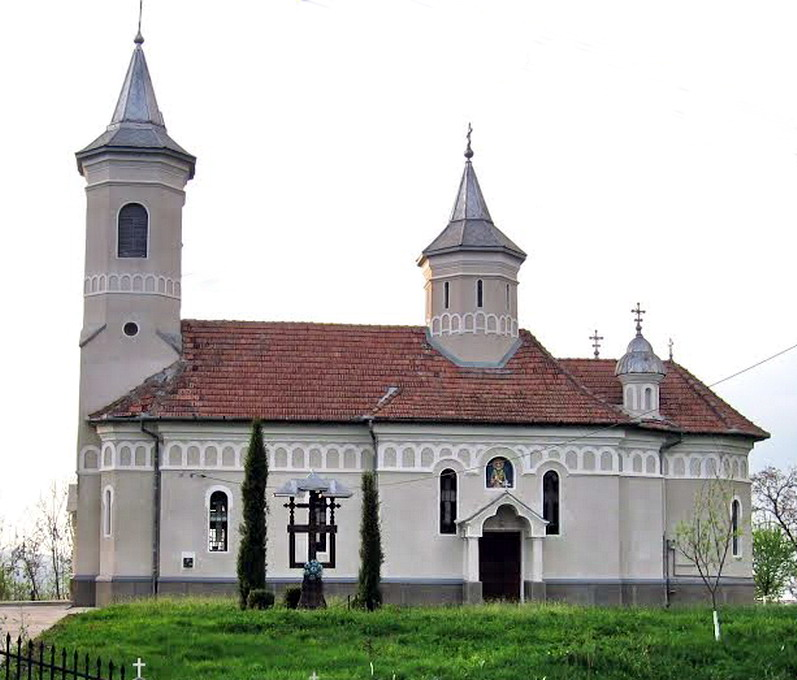
Biserică